# Bynina
Bynina (deutsch Binina) ist ein Ortsteil der Stadt Valašské Meziříčí in Tschechien. Er liegt drei Kilometer nördlich von Valašské Meziříčí und gehört zum Okres Vsetín.

## Geographie
Bynina erstreckt sich in den südwestlichen Ausläufern der Veřovické vrchy im Tal des Baches Byninka bzw. Černý potok. Nördlich erhebt sich der Na Brdech (422 m), im Nordosten die Obilná (411 m), östlich die Budička (508 m) und im Süden der Helštýn (383 m). Westlich des Dorfes verläuft die Europastraße 442/Staatsstraße I/35 zwischen Hranice und Krásno nad Bečvou, dahinter liegt im Tal der Bečva ein Industriegebiet. Im Osten führt die I/57 von Nový Jičín nach Krásno nad Bečvou vorbei.
Nachbarorte sind Mštěnovice, Čupka, Jasenice, Obora und Hostašovice im Norden, Hodslavice und Mořkov im Nordosten, Kulíšek und Jehličná im Osten, Krhová und Drážky im Südosten, Potůčky und Krásno nad Bečvou im Süden, Na Hrně, Vrbí und Juřinka im Südwesten, Za Vodou, Choryně und Lhotka nad Bečvou im Westen sowie Příluky im Nordwesten.

## Geschichte
Archäologische Funde weisen eine Besiedlung der Fluren von Krásno seit der Jungsteinzeit nach. Auf dem Helštýn wurde 1893 eine Feuergrabstätte des Schlesisch-Platenitzer Abschnittes der Lausitzer Kultur aus der Zeit zwischen 1200 und 750 v. Chr. aufgefunden.
Der als Waldhufendorf angelegte Ort entstand wahrscheinlich im Zuge der deutschen Kolonisation. Der Ortsname leitet sich wahrscheinlich von „Biene“ ab. Die erste urkundliche Erwähnung des zum markgräflichen Lehn Krásno gehörigen Dorfes Bynywa erfolgte 1368, als Markgraf Johann Heinrich Vachno von Perna mit dem Hof und der Mühle in Perna, dem Dorf Bynywa und Anteilen von Krásno, Lešná und Střítež belehnte. Im selben Jahre kauften Bohuněk und Stach von Perna noch die Frank von Kunowitz gehörenden Anteile von Krásno und Bynina einschließlich Wäldern und Teichen auf. Später wurde Bynina nach der Entlassung von Krásno aus dem markgräflichen Lehn Teil der Herrschaft Rožnov. Im Jahre 1516 bestand das Dorf aus der Vogtei und 16 Wirtschaften, von denen sechs wüst lagen. 1675 sind im Hufenregister der Vogt, acht Bauern, drei Gärtner und neun Kötter ausgewiesen. Auf den Fluren des Ortes wurde im 18. Jahrhundert zwei Höfe angelegt. Westlich der Marienhof und im Osten der Theresienhof. Ersterer besteht nicht mehr, an seiner Stelle entstand das Industriegebiet Krásno. 1755 gab es in Bynina zwölf Bauernwirtschaften und 15 Kötter. Der Schulunterricht in Bynina wurde um 1820 aufgenommen, zuvor fand der Unterricht in Krásno statt. 1842 wurde ein Schulhaus eingeweiht. Die Bewohner von Bynina lebten vornehmlich von der Landwirtschaft, ein Teil von ihnen verdiente sich seit dem 19. Jahrhundert den Lebensunterhalt in den Fabriken von Krásno, Meziříčí und Nový Jičín. Bis zur Mitte des 19. Jahrhunderts gehörte das Dorf immer zur Herrschaft Krasno-Rožnov.
Nach der Aufhebung der Patrimonialherrschaften bildete Bynina/Binina ab 1850 eine Gemeinde in der Bezirkshauptmannschaft Meziříčí. 1930 hatte Bynina 506 Einwohner, davon waren 484 Katholiken. Pfarrort ist seit eh und je Valašské Meziříčí. Die Freiwillige Feuerwehr gründete sich 1937. 1945 wurde im Schulhaus auch ein Kindergarten eingerichtet. Nach der Aufhebung des Okres Valašské Meziříčí wurde Bynina 1960 dem Okres Vsetín zugeordnet. 1976 erfolgte die Eingemeindung nach Valašské Meziříčí. Die Schule wurde im Jahre 1980 geschlossen. 1991 lebten in Bynina 565 Menschen. Beim Zensus von 2001 wurden 602 Einwohner und 171 Wohnhäuser gezählt.

## Sehenswürdigkeiten
- Denkmal der Befreiung auf dem Helštýn